# 相模マイクロ
相模マイクロ株式会社は、神奈川県座間市を拠点とする小型精密モーターに特化した会社。

## 概要
小型精密モーターを専門的に生産している。

## 沿革
- 1963年3月8日 - オーケー製作所設立
- 1973年8月1日 - 相模原市麻溝台2663に移転
- 1976年9月1日 - 相模マイクロ株式会社と社名変更
- 1989年7月1日 - 麻溝台7-15-2に住所表示変更
- 1994年12月20日 - 神奈川県座間市ひばりが丘5-821-1に移転
- 2002年9月17日 - 神奈川県座間市ひばりが丘5丁目34番23号に住所表示変更